# Help! Police!
Help! Police! è un cortometraggio muto del 1909. Il nome del regista non viene riportato nei credit del film.

## Trama
Due ragazze si presentano a una festa mascherate da poliziotti. Quando la festa finisce, tornando a casa nel cuore della notte, vengono prese per due poliziotti veri a cui la gente che incontrano chiede aiuto per vari motivi. Le due, non sapendo che fare, scappano via, inseguite dai passanti. Quando arrivano a casa, superano sulla soglia due veri poliziotti che stanno schiacciando un pisolino sulle scale. I due, scambiati per il "poliziotti" fuggitivi, vengono menati dalla folla mentre dalla finestra le due ragazze ridono dello scherzo.

## Produzione
Il film fu prodotto dalla Lubin Manufacturing Company.

## Distribuzione
Distribuito dalla Lubin Manufacturing Company, il film - un cortometraggio della lunghezza di 137 metri - uscì nelle sale cinematografiche statunitensi il 29 marzo 1909. Nelle proiezioni, veniva programmato con il sistema dello split reel, accorpato in un'unica bobina con un altro cortometraggio prodotto dalla Lubin, la comica The Photograph Habit.